# Zosinów
Zosinów [pronunciación en polaco: /zɔˈɕinuf/] es un pueblo en el distrito administrativo de Gmina Bedlno, dentro del Distrito de Kutno, Voivodato de Łódź, en el centro de Polonia. Se encuentra aproximadamente 24 kilómetros al este de Kutno y 48 kilómetros al norte de la capital regional, Łódź.